# 战争辅助功勋十字勋章
战争辅助功勋十字勋章（德语：Verdienstkreuz für Kriegshilfe) 是一款于第一次世界大战期间颁发的战争勋章，在1916年12月5日由普鲁士王国设立。这种勋章主要颁发给在第一次世界大战期间做出了爱国性质援助或服务的人员，勋章授予不限授勋者的地位或军衔。 

## 勋章外观
战争辅助功勋十字勋章以马耳他十字为十字主体，由黑色的铜锌合金（Kriegsmetall）制成。十字的正面的中心有一个圆形的徽章，圆形徽章上印有威廉二世皇帝的王室密码符号。在勋章背面的中央上有橡叶花环，花环中刻有“为战争爱国援助(FÜR KRIEGS-HILFSDIENST )的字样。勋章十字的上臂嵌有一个用于在绶带上悬挂勋章的铁环。 